# Flexo

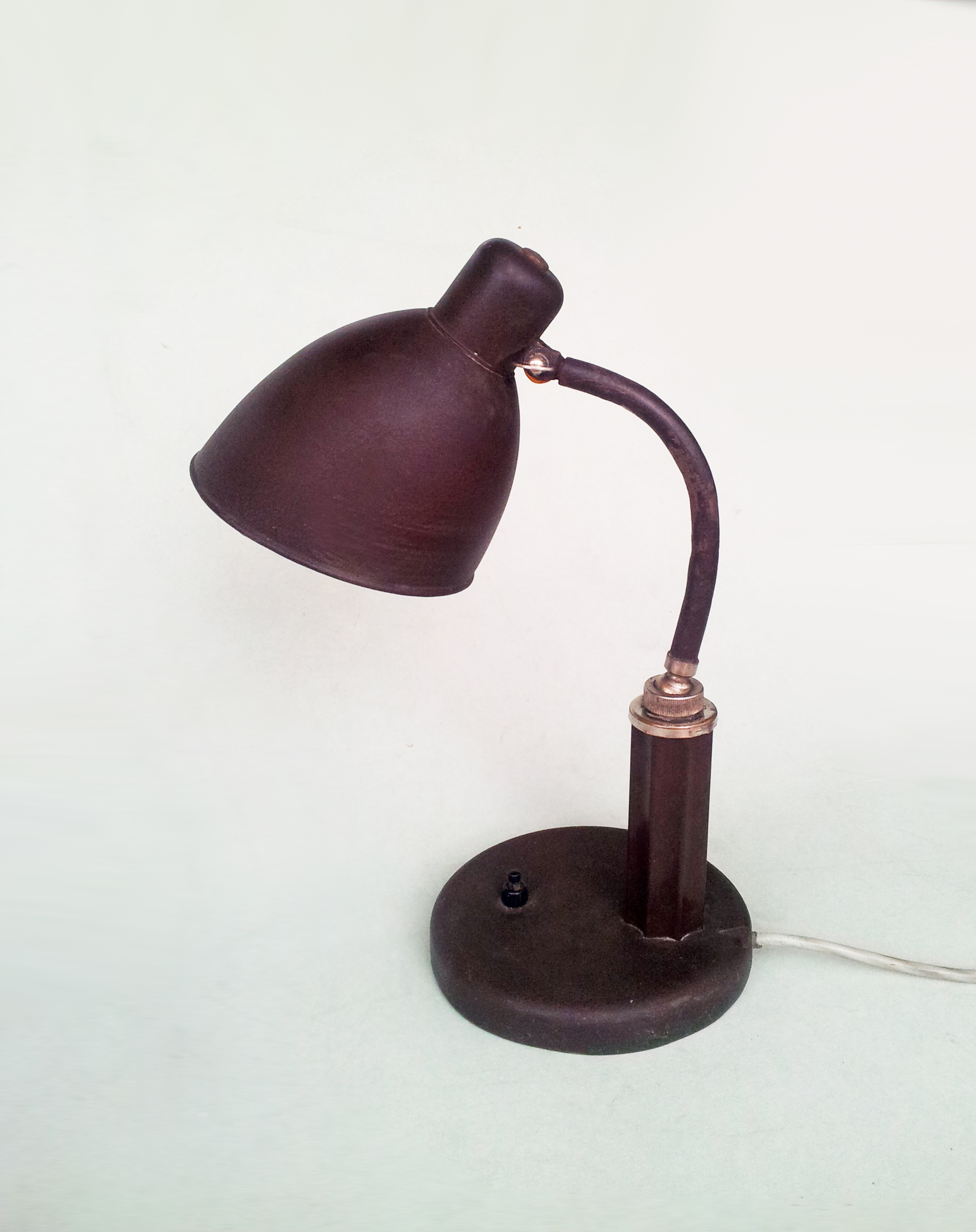
Imagen de un flexo.

Un flexo es una lámpara de mesa con mango flexible, habitualmente asociada al estudio o labor nocturna. El nombre, que le viene de su mango flexible, permite libertad de movimiento y posicionamientos diferentes, tanto para iluminar partes importantes de escritorio o mesa de trabajo como para evitar deslumbramientos. En ocasiones la tulipa o mampara que cubre la bombilla suele ser también flexible.
Se han creado infinidad de tipos de flexos de diferentes materiales, formas y colores llegando a formar parte importante de la decoración de estudios y dormitorios de niños y adolescentes. Además, se los ha creado fijos a la mesa por los bordes para ahorrar espacio o no molestar cuando el papel o documento exige libertad de movimiento alrededor del tablero (por ejemplo, un arquitecto trabajando en un proyecto).
Las lámparas conocidas como flexo, están inspiradas tanto en el diseño de Jac Jacobsen de 1936 con el nombre de L-1 como en el diseño original de 1928 de Marianne Brandt y su lámpara Kandem 702.
Como anécdota decir que un flexo es la mascota de Pixar (la empresa de animación internacional) y también fue un programa de radio precedente de Gomaespuma ya que sus integrantes comenzaron en él.